# Ajumi Kaihoriová
Ajumi Kaihoriová (japonsky 海堀 あゆみ, * 4. září 1986 Kjóto) je bývalá japonská fotbalistka.

## Reprezentační kariéra
Za japonskou reprezentaci v letech 2008 až 2015 odehrála 53 reprezentačních utkání. Byla členkou japonské reprezentace i na Letních olympijských hrách 2008, 2012, Mistrovství světa ve fotbale žen 2011 a 2015.

## Statistiky
| Japonsko | Japonsko | Japonsko |
| Roky     | Záp.     | Góly     |
| -------- | -------- | -------- |
| 2008     | 3        | 0        |
| 2009     | 3        | 0        |
| 2010     | 7        | 0        |
| 2011     | 14       | 0        |
| 2012     | 7        | 0        |
| 2013     | 6        | 0        |
| 2014     | 6        | 0        |
| 2015     | 7        | 0        |
| Celkem   | 53       | 0        |

## Úspěchy

### Reprezentační
- Letní olympijské hry:  2012
- Mistrovství světa:  2011;  2015
- Mistrovství Asie:  2014;  2008, 2010